# Abdul Wahid
Drs. H. Abdul Wahid HK, M.M., M.Si (27 de febrero de 1960 – 6 de junio de 2024) fue un político indonesio del Golkar que se desempeñó como regente de Hulu Sungai del Norte durante dos mandatos, desde 2012 hasta 2021. Se desempeñó como regente de Hulu Sungai del Norte junto con su adjunto, Husairi Abdi.

## Biografía

### Primeros años y educación
Abdul Wahid nació en Amuntai el 27 de febrero de 1960, hijo de H. Abdul Karim y Hj. Mastika Aini. Tuvo cuatro hermanos: Hj. Ismawati, H. Muhammad Taufik, Farid Wajidi y Abdul Basith.
Wahid estudió en la Escuela Primaria Estatal Tunas Harapan en Amuntai (1967–1973), en la Madrasah Tsanawiyah Normal Islam Amuntai para varones (1973–1980). Continuó su educación en la Escuela de Formación de Maestros Religiosos del Estado de Amuntai de Cuatro Años (PGAN) (1974–1978) y en la PGAN de Seis Años de Amuntai (1978–1980). Prosiguió su educación superior en la Facultad de Tarbiyah del Instituto Islámico Estatal Antasari en Banjarmasin en 1981 y se graduó en 1988, obteniendo el título de Doctorandus. Posteriormente, cursó estudios de posgrado en la Universidad Narotama de Surabaya en 1999 y obtuvo una Maestría en Gestión en 2002. Además, también realizó estudios de posgrado en administración pública en la Universidad de Brawijaya en 2000 y obtuvo un título de Master of Science en 2003.

### Carrera
Desde que estaba en la universidad, Wahid trabajó como periodista para el id durante 17 años, desde 1982 hasta 1999. En las elecciones de 1999, fue elegido miembro de la id (DPRD). Obtuvo un escaño nuevamente durante las elecciones de 2004 y fue nombrado presidente de la Cámara Regional de Representantes de Hulu Sungai del Norte. En las elecciones de 2009, fue reelegido y se convirtió en el vicepresidente de la Cámara Regional de Representantes de Hulu Sungai del Norte.
Durante las elecciones de 2012 para la regencia de Hulu Sungai del Norte, en pareja con Husairi Abdi, Wahid ganó los votos. Fueron inaugurados como regente y vice regente el 9 de octubre de 2012.
Wahid se emparejó nuevamente con Husairi Abdi durante las id y fueron reelegidos. Fueron inaugurados el 9 de octubre de 2017.

## Organización
Wahid estuvo involucrado en organizaciones desde sus años escolares. Fue vicepresidente del liderazgo de la rama de Amuntai de la id y vicepresidente de Nahdlatul Muta'allimin Normal Islam Rasyidiyah Khalidiyah de 1977 a 1979.
Durante su época universitaria, se desempeñó como comandante del 1er Batallón (Dan Yon 1) de la id Kalimantan del Sur Suryanata, jefe de Asuntos Estudiantiles del Senado Estudiantil de la Facultad de Tarbiyah en IAIN Antasari Banjarmasin y jefe de Formación de Cuadros para el Liderazgo de la Rama del id (PC PMII) Banjarmasin de 1981 a 1984. Posteriormente, fue vicepresidente de la Gestión de la Rama Coordinadora (PKC) PMII Kalimantan del Sur de 1984 a 1987.
Como periodista, fue miembro de la Asociación de Periodistas Indonesios de Kalimantan del Sur de 1983 a 1999. Además, también fue miembro de los Medios de Comunicación Masiva de Golkar de Kalimantan del Sur (1985–1992) y jefe de Medios de Comunicación Masiva de Hulu Sungai del Norte de 1992 a 1998.
Como político, se desempeñó como Vicepresidente del Consejo de Liderazgo Regional (DPD) del Partido Golkar en Hulu Sungai del Norte de 1999 a 2009. También fue presidente de id en Hulu Sungai del Norte. Se desempeñó como Vicepresidente del DPD del Partido Golkar en Kalimantan del Sur de 2009 a 2012 y como Presidente del DPD del Partido Golkar en Hulu Sungai del Norte.

## Vida personal
Wahid se casó con Dra. Hj. Anisah Rasyidah, M.AP., quien trabaja como funcionaria pública. Anisah se desempeñó como jefa de la Agencia de Control de Población y Planificación Familiar (DPPKB) de la Regencia de Hulu Sungai del Norte desde 2018 (en funciones desde 2016). La pareja tuvo dos hijos: Indrarta Fajar Nuzuli y Almien Ashar Safari. Almien se desempeña como Presidente de la Cámara Regional de Representantes (DPRD) de la Regencia de Hulu Sungai del Norte para el período 2019-2024.

### Fallecimiento
Wahid falleció en el Hospital Dr. R. Soeharsono en Banjarmasin, el 6 de junio de 2024, a la edad de 64 años.

## Caso judicial
El 18 de noviembre de 2021, la Comisión de Erradicación de la Corrupción arrestó a Wahid y lo nombró sospechoso de soborno y gratificaciones en la adquisición de bienes y servicios en la Regencia de Hulu Sungai del Norte, Kalimantan del Sur, durante 2021-2022. Por sus acciones, Abdul Wahid fue sentenciado a nueve años de prisión.